# Radium Girls (film)
Pour l’article homonyme, voir Radium Girls.
Radium Girls est un film dramatique américain de 2018 réalisé par Lydia Dean Pilcher et Ginny Mohler.
Initialement projeté au Festival du film de Tribeca en 2018, le film devait sortir dans les cinémas nord-américains début avril 2020, avec une sortie plus large plus tard dans le mois. La sortie a été reportée en raison de la pandémie de Covid-19. Le 23 octobre 2020, le film est sorti dans certains cinémas et cinémas virtuels.
Il traite le sujet des Radium Girls, ouvrières américaines ayant été exposées au radium contenu dans une peinture utilisée pour marquer des cadrans lumineux.

## Distribution
- Joey King : Bessie Cavallo
- Abby Quinn : Josephine Cavallo
- Cara Seymour : Wylie Stephens
- Scott S. Sheppard : M. Leech
- Susan Heyward : Etta
- Neal Huff : Dr Flint